# Església de Santa Maria la Major (Pena-roja de Tastavins)
Santa Maria la Major és una església barroca de Pena-roja de Tastavins (Matarranya).
L'església actual, bastida entre 1724 i 1749, és probablement successora de la primitiva església parroquial, documentada des del 1270.
És un edifici d'estil barroc classicista, en la variant que a l'Aragó es coneix com a "pilarista", perquè segueix l'esquema de la basílica del Pilar de Saragossa.
Té tres naus, amb un creuer que no es marca en planta però si en alçat, amb una gran cúpula tambor octogonal. La capçalera és recta amb tres capelles. La nau central és més elevada que les laterals i es cobreix amb voltes de mocador.
La façana principal és de gran plasticitat que contrasta amb la sobrietat de la resta de l'exterior. Té un remat mixitilini i s'obre en un ampli arc de mig punt dins del qual hi ha la portalada de tipus classicista.
Als peus de l'església, al costat de l'epístola, s'alça la torre del campanar, de tres cossos, els dos primers quadrats i ortogonal el darrer, amb arcs de mig punt a cada una de les vuit cares.